# Ghiacciaio Crane
Il ghiacciaio Crane (in inglese Crane Glacier) è uno stretto ghiacciaio lungo circa 50 km situato sulla costa di Oscar II, nella parte occidentale della Terra di Graham, in Antartide. Il ghiacciaio, il cui punto più alto si trova 507 m s.l.m., scorre in direzione est-nord-est sul versante nordoccidentale delle montagne di Aristotele fino ad entrare nel fiordo di Spillane, a sud del picco Devetaki.

## Storia
Sir Hubert Wilkins fotografò per la prima volta il ghiacciaio durante una ricognizione aerea nel 1928 scambiandolo però per un canale che sembrava attraversare l'intera Penisola Antartica in direzione est-ovest. Wilkins battezzò il canale in onore di Charles Kittredge Crane, di Los Angeles. Dopo una ricognizione da parte della spedizione britannica nella Terra di Graham, comandata da John Rymill, nel 1936, fu appurato che non vi era in realtà nessun canale che tagliasse la penisola e la formazione fu quindi rinominata "insenatura di Crane". Il paragone tra le fotografie di Wilkins e quelle scattate nel 1947 dal British Antarctic Survey, che all'epoca si chiamava ancora Falkland Islands and Dependencies Survey, mostrano che quello che si è rivelato oggi essere il ghiacciaio Crane era esattamente la stessa formazione un tempo chiamata "canale di Crane", sebbene esso si trovi circa 120 km a nord-est rispetto alla posizione originariamente indicata da Wilkins.
Dopo la disintegrazione, avvenuta nel 2002, della piattaforma glaciale Larsen B, che si trovava di fronte al ghiacciaio e che era anche da esso alimentata, la velocità del flusso del ghiacciaio è aumentata di tre volte, anche a causa della venuta meno dell'effetto rallentante dovuto alla massa di ghiaccio della piattaforma.